# うみねこのなく頃にのディスコグラフィ
うみねこのなく頃にのディスコグラフィでは、 『うみねこのなく頃に』の関連CDについて記述する。

## うみねこのなく頃に

### オリジナル・サウンドトラック
07th Expansionの同人ゲーム「うみねこのなく頃に」のEpisode1に収録された楽曲を集めたサウンドトラックである（一部の楽曲未収録）。2009年8月26日にフロンティアワークスより発売された。2枚組。全28曲。

#### 収録曲
| #         | タイトル                                | 作詞      | 作曲         |
| --------- | --------------------------------------- | --------- | ------------ |
| 1.        | 「HANE」                                |           | dai          |
| 2.        | 「Sea」                                 |           | dai          |
| 3.        | 「Novelette」                           |           | スミイ酸     |
| 4.        | 「Praise」                              |           | スミイ酸     |
| 5.        | 「弦楽四重奏曲第1番ト長調 - I.Allegro」 |           | グラサンねこ |
| 6.        | 「witch in gold」                       |           | zts          |
| 7.        | 「絵画の魔女」                          |           | pre-holder   |
| 8.        | 「nighteyes」                           |           | あきやまうに |
| 9.        | 「オルガン小曲 第6億番 ハ短調」         |           | ラック眼力   |
| 10.       | 「胡散の香り」                          |           | ラック眼力   |
| 11.       | 「stupefaction」                        |           | zts          |
| 12.       | 「suspicion」                           |           | zts          |
| 13.       | 「暗闇の刻」                            |           | pre-holder   |
| 14.       | 「隣死」                                |           | プレコ       |
| 15.       | 「薔薇」                                |           | スミイ酸     |
| 16.       | 「hope」                                |           | dai          |
| 合計時間: | 合計時間:                               | 合計時間: | 0:00         |

| #         | タイトル                 | 作詞      | 作曲       |
| --------- | ------------------------ | --------- | ---------- |
| 1.        | 「システム零」(no voice) |           | -45        |
| 2.        | 「煉紗回廊」             |           | プレコ     |
| 3.        | 「Fortitude」            |           | 荒井英理也 |
| 4.        | 「透百合」               |           | スミイ酸   |
| 5.        | 「Path」                 |           | スミイ酸   |
| 6.        | 「play」                 |           | zts        |
| 7.        | 「Core」                 |           | dai        |
| 8.        | 「Closed My Heart」      |           | pre-holder |
| 9.        | 「mind」                 |           | dai        |
| 10.       | 「goldenslaughterer」    |           | zts        |
| 11.       | 「Requiem」              |           | dai        |
| 12.       | 「牢獄STRIP」            |           | -45        |
| 合計時間: | 合計時間:                | 合計時間: | 0:00       |

### うみねこのなく頃に musicbox Blue

#### 収録曲
Disc 1
1. Ride on	3:10
2. 夏の扉	1:57
3. HANE	1:40
4. Sea	0:48
5. Towering cloud in summer	1:52
6. 白い影	1:29
7. hope	3:04
8. mind	1:02
9. Core	1:55
10. Requiem	2:52
11. Oku	1:53
12. 無題	0:11
13. Answer	2:35
14. moon	2:58
15. absolution	2:06
16. 天国の階	3:04
17. 無題	0:11
18. happiness of marionette(omake)	2:02
19. ひだまり	3:17
20. 踊る煙管	4:07
21. 月うさぎの舞踏	2:37
22. prison	3:00
23. mother	2:23
24. Melting away	3:03
25. soul of soul	2:18
26. 生まれてきてくれてありがとう	3:13
27. 失楽園	4:01
28. 翼	2:50
29. happiness of marionette	2:21

Disc 2
1. TSUBASA(PinoMix)	3:04
2. 久遠	2:28
3. Over	2:26
4. さくたろうの頑張り物語	2:00
5. 風	2:40
6. オラー	2:21
7. Revolt	3:11
8. mortal stampede	4:02
9. Sun	2:31
10. Hopeless	2:20
11. Dir	1:57
12. エンドレスナイン	5:41
13. Future	3:12
14. くるり	1:48
15. TSUBASA	3:04
  - 作詞：E.kida / 作曲：dai / 編曲：pino / 歌：片霧烈火
  - PCゲーム『うみねこのなく頃に散 episode5 - End of the golden witch』エンディング・テーマ
16. あの日に触れたくて (short version)	3:16
  - 作詞：E.kida / 作曲・編曲：ラック眼力 / 歌：片霧烈火

Disc 3
1. 泣かないで	2:34
2. believe	2:46
3. 古時計	2:01
4. 6日への扉	3:04
5. 命のパン	2:25
6. Black knight	4:29
7. human's room	2:37
8. 真っ赤なサンタのオクリモノ	1:47
9. roomless	2:02
10. おもちゃ箱	2:12
11. Witch's room	1:23
12. 魔女の居ない世界	1:27
13. Run	1:54
14. Checkmate	6:07
15. Hello your dream	3:37
16. Final answer (short)	1:50
17. Tomorrow	3:13
18. 明日の夢	3:14
  - 作詞・歌：佐倉かなえ / 作曲：dai / 編曲：dai、M.ZAKKY
19. 泣かないで	2:33
  - 作詞・歌：佐倉かなえ / 作曲・編曲：dai
20. Discode (Version IV)	2:37
  - 作詞・歌：佐倉かなえ、sunny / 作曲：Cap、xaki・編曲：xaki
21. 無題	1:42
22. 無題	2:23

### うみねこのなく頃に musicbox Red

#### 収録曲
全曲作・編曲: zts
disc a
1. cage [03:58]
2. longingly (未使用曲) [03:37]
3. movie passing by (未使用曲) [04:58]
4. witch in gold [02:40]
5. stupefaction [02:30]
6. play [03:44]
7. goldenslaughterer [06:47]
8. worldend (babypiano) [02:51]
9. suspicion [04:23]
10. voiceless [04:13]
11. dead angle [06:34]
12. worldend [02:57]

disc b
1. red leaf (未使用曲) [03:45]
2. worldenddominator [07:38]
3. far [03:13]
4. miragecoordinator [07:12]
5. haze [05:31]
6. apathy [04:18]
7. game (未使用曲) [03:17]
8. death (from stupefaction) [07:57]
9. dive to emergency [05:54]
10. wingless [03:47]
11. dreamenddischarger [09:31]

### 主題歌
『うみねこのなく頃に』は、志方あきこの楽曲。07th Expansionが頒布する同人ゲーム『うみねこのなく頃に』の主題歌として書き下ろされた。
2008年8月29日にフロンティアワークスから、志方の1作目のミニ・アルバムとして発売された。

#### 解説
アルバム構成
本アルバムは、1曲目に「復闊の日 〜Prologo〜」、2曲目に表題曲「うみねこのなく頃に」が配置されている。この構成は、2曲目のテーマソングへ自然に移行できるよう、ゲーム中の演出を意識して設計されたものである。ゲームのオープニング前にキャラクターが「ベアトリーチェ！」と呼びかける場面の流れを、アルバム内でも再現したいという意図から、曲順が調整された。
表題曲「うみねこのなく頃に」
この楽曲には、ゲーム内で使用されたショートバージョン、本アルバムに収録されたロングバージョンの2つの形式が存在する。ショートバージョンは勢いやオープニングとして入りやすい躍動感を意識して制作された。対してロングバージョンでは、志方が実際にゲームをプレイし、作品世界を深く理解した上で、登場人物たちの喜怒哀楽や、魔女ベアトリーチェに対する想いを主題として制作されている。

志方は本楽曲を制作するにあたって、まず曲を先に作成し、その後で歌詞を載せていく手法を採っている。志方によれば、ショートバージョンの歌詞は曲が完成した後に作られた一方、ロングバージョンについては、Aメロ・Bメロ・Cメロは曲が先にあり、Dメロは例外的に詞を先に作ったと述べている。Dメロは悲しみや葛藤、苦悩といったキャラクターの心情の吐露を表現したい部分であったため、詞にメロディをあてた方が良い表現ができると考え、詞を先に作成したという。
ロングバージョンの新録に際しては、ショートバージョンとは歌唱法や使用機材も変更されている。より悲しさやしっとりとした雰囲気を重視し、間奏では多重コーラスを用いて強弱の変化をつけている。イタリア語の歌詞もショートとロングでは大きく異なっており、超常的存在への呼びかけや儀式的な意味合いをコーラスで表現している。また、楽曲中には「ベアトリーチェ！」と叫ぶパートが随所に盛り込まれている。
その他の楽曲
「復闊の日 〜Prologo〜」は本アルバムのプロローグ的役割を担っており、ベアトリーチェの復活をテーマに据えている。イタリア語の儀式的な歌詞を絡め、「魔女よ、いざ来い！」と歌い上げ、「ベアトリーチェ！」と叫ぶことで、次曲である表題曲への導入として機能している。
「金色の嘲笑 〜麗しの晩餐〜」は、ゲーム内のBGM「金色の嘲笑」を弘田佳孝がアレンジした楽曲。志方によれば、ベアトリーチェが登場人物を嘲笑うようなトリッキーで残酷な雰囲気を表現することを目指している。ゲーム中のベアトリーチェの笑い声をイメージし、ボーカルやコーラスに大胆な加工を施し、シーンごとに異なる歌の雰囲気を演出しているという。
「片恋」は本アルバムのために作られた新曲である。志方によれば、ゲーム中に登場するあるキャラクター同士の恋愛描写に感銘を受け、その心情を切り取って制作されている。恋心が相手に伝わらないもどかしさや関係が壊れることへの恐れなどを表現しているという。

#### 収録曲
| #         | タイトル                                                 | 作詞                    | 作曲         | 編曲       | 時間  |
| --------- | -------------------------------------------------------- | ----------------------- | ------------ | ---------- | ----- |
| 1.        | 「復闊の日 〜Prologo〜」                                 | 篠田朋子                | 志方あきこ   | 志方あきこ | 1:22  |
| 2.        | 「うみねこのなく頃に」                                   | - みとせのりこ - 波乃渉 | 志方あきこ   | 志方あきこ | 4:42  |
| 3.        | 「金色の嘲笑 〜麗しの晩餐〜」                            | 篠田朋子                | ラック眼力   | 弘田佳孝   | 4:53  |
| 4.        | 「片恋」                                                 | 波乃渉                  | 志方あきこ   | 志方あきこ | 4:13  |
| 5.        | 「黒のリリアナ 〜メランコリア〜」                        | -                       | あきやまうに | 吉野裕司   | 3:45  |
| 6.        | 「うみねこのなく頃に -Alternative Instrumental Suites-」 | -                       | 志方あきこ   | 吉野裕司   | 12:17 |
| 合計時間: | 合計時間:                                                | 合計時間:               | 合計時間:    | 合計時間:  | 31:12 |

#### タイアップ
| 曲名               | タイアップ                                                                               |
| ------------------ | ---------------------------------------------------------------------------------------- |
| うみねこのなく頃に | PC向け同人ゲーム『うみねこのなく頃に』主題歌                                             |
| うみねこのなく頃に | 舞台『うみねこのなく頃に〜Stage of the golden Witch〜』主題歌（Episode4後編 - Episode5） |

## うみねこのなく頃に散

### musicbox -霧のピトス-

#### 収録曲
Disc 1
1. 霧のピトス	3:42
  - 作詞：佐倉かなえ、E.Kida / 作曲・編曲：ラック眼力、dai / 歌：木野寧
  - PCゲーム『うみねこのなく頃に散 episode7 - Requiem of the golden witch』オープニングテーマ
2. 忘れられたカケラへ⋯ 〜music effect〜	0:15
3. Future	3:05
4. 蒼色の冷笑	3:55
5. 名探偵は知っている	2:00
6. 弦楽三重奏曲 第6億番 嬰ヘ短調	1:54
7. JUSTICE	5:46
8. hello your dream	3:41
9. 笑み亡きソワレ	3:23
10. 飛翔	2:38
11. Final Answer (Full)	3:28
12. hikari	2:04
13. また生まれ変わる日まで	4:35
14. 命のパン	2:26
15. 約束 (musicbox Ver)	3:36
  - 歌：ゆーだい
16. Tomorrow	3:27
  - 歌：木野寧
17. Tomorrow (オーケストラ)	1:50
18. TSUBASA (Full)	3:19
  - 歌：片霧烈火
19. Alive 〜truth〜	2:21

Disc 2
1. 鈍色の空笑	2:32
2. わるいゆめ	1:34
3. 青い蝶	2:42
4. my dear	5:55
5. キ・ナの香り	4:23
6. ALIVE	3:48
7. birth of a new witch (Instrumental)	4:57
8. Life	2:43
9. Loreley	2:03
10. 罪	4:59
11. Rebirth	3:02
12. 道	3:13
13. engage of marionette	2:25
14. birth of a new witch	5:00
  - 歌：本木咲黒
15. thanks for all people	2:51
16. ウサンノカオリ	3:22
17. 再び霧の中へ	2:12

### musicbox Red

#### 収録曲
全曲作・編曲: zts
1. lastend (未使用曲) [04:06]
2. resurrectedreplayer [08:26]
3. rotate (未使用曲) [03:57]
4. rain [05:04]
5. far(flat) [03:04]
6. liberatedliberator [07:34]
7. ridicule [03:50]
8. terminal entrance [04:49]
9. the executioner [07:26]
10. fall [04:38]
11. discolor [05:44]
12. lastendconductor [10:50]

### 主題歌
Zweiのボーカリスト、Ayumuのソロデビューシングルで、2009年8月15日発売『うみねこのなく頃に散 episode5 - End of the golden witch』の主題歌に起用されている。

#### 収録曲
1. オカルティクスの魔女[注釈 1]
  - PCゲーム『うみねこのなく頃に散 episode5 - End of the golden witch』主題歌
  - 作詞・作曲：志倉千代丸、編曲：上野浩司、歌：Ayumu
2. Bring The Fate
  - PCゲーム『うみねこのなく頃に episode1 - Legend of the golden witch』エンディングテーマ
  - 作曲・編曲・演奏：土井宏紀
3. オカルティクスの魔女 Miracles Mix
  - 作詞・作曲：志倉千代丸、編曲：土井宏紀
4. オカルティクスの魔女（off vocal）

## コンシューマー版

### うみねこのなく頃に ～魔女と推理と輪舞曲～
Asrielのボーカリスト、KOKOMIのソロデビューシングルで、2010年12月16日発売されたPS3用ゲームソフト『うみねこのなく頃に～魔女と推理と輪舞曲～』のオープニングテーマに起用されている。

#### 収録曲
1. 誓響のイグレージャ
  - PS3用ゲームソフト『うみねこのなく頃に～魔女と推理と輪舞曲～』主題歌
  - 作詞・作曲：志倉千代丸 / 編曲：真下正樹
2. イェソドの月
  - 作詞：KOKOMI / 作曲・編曲：塩田幸成
3. 誓響のイグレージャ (Off Vocal)
4. イェソドの月 (Off Vocal)

## テレビアニメ
2009年7月から12月まで放送された、Studio DEENによるテレビアニメ『うみねこのなく頃に』の関連作品。

### オリジナル・サウンドトラック（アニメ）
テレビアニメのオリジナルサウンドトラック。2009年12月9日に発売された。
選りすぐりの約30トラックを収録している。

#### 収録曲
| 全作曲・編曲：GranMusik（特記除く） |                             |           |            |       |
| #                                   | タイトル                    | 作詞      | 作曲       | 時間  |
| 1.                                  | 「魔女が棲む島」            |           |            | 02:42 |
| 2.                                  | 「穏やかな午後」            |           |            | 02:18 |
| 3.                                  | 「踊る少女人形」            |           |            | 02:07 |
| 4.                                  | 「追い求めた先」            |           |            | 02:00 |
| 5.                                  | 「這いよる不安」            |           |            | 01:59 |
| 6.                                  | 「開かれた禁忌」            |           |            | 02:16 |
| 7.                                  | 「サソリのハラワタ」        |           | ラック眼力 | 02:13 |
| 8.                                  | 「Requiem」                 |           | dai        | 02:56 |
| 9.                                  | 「零れ落ちる涙」            |           |            | 02:07 |
| 10.                                 | 「憂鬱な午後」              |           |            | 01:37 |
| 11.                                 | 「静かな葛藤」              |           |            | 01:58 |
| 12.                                 | 「moon」                    |           | dai        | 02:35 |
| 13.                                 | 「心奥の焔」                |           |            | 02:08 |
| 14.                                 | 「金色の悲哀」              |           |            | 02:16 |
| 15.                                 | 「暗緑に沈む館」            |           |            | 02:38 |
| 16.                                 | 「笑うモノクル」            |           |            | 01:54 |
| 17.                                 | 「宿願の不可思議」          |           |            | 01:57 |
| 18.                                 | 「時を旅する者」            |           |            | 01:59 |
| 19.                                 | 「可憐な冷笑者」            |           |            | 02:07 |
| 20.                                 | 「闇で微笑む者達」          |           |            | 02:03 |
| 21.                                 | 「小さな世界」              |           |            | 01:55 |
| 22.                                 | 「閉じた部屋」              |           |            | 02:39 |
| 23.                                 | 「あかいくつ偽」            |           | -45        | 03:15 |
| 24.                                 | 「下される審判」            |           |            | 02:22 |
| 25.                                 | 「mortal stampede」         |           | dai        | 02:40 |
| 26.                                 | 「王者の戦い」              |           |            | 02:02 |
| 27.                                 | 「終端の旋律」              |           |            | 02:19 |
| 28.                                 | 「mirage coordinator」      |           | zts        | 02:23 |
| 29.                                 | 「dreamenddischarger」      |           | zts        | 03:10 |
| 30.                                 | 「happiness of marionette」 |           | dai        | 02:22 |
| 31.                                 | 「Answer」                  |           | dai        | 02:21 |
| 合計時間:                           | 合計時間:                   | 合計時間: | 71:18      |       |

### キャラクターソング
テレビアニメのキャラクターソングシリーズ。2009年10月7日から11月6日まで発売された。
初回封入特典として、漫画家の方條ゆとり、鈴羅木かりんの描き下ろしのフォーチュンタロットカードが封入された。
シングルCD化以外にもアニブロゲーマーズ、アニメイト、ソフマップなどでアニメ本編のDVDとBlu-ray Discの第1巻〜第3巻すべての限定版パッケージが対象となるフェアで煉獄の七姉妹のキャラクターソングの「七色の虹かけよう♪ 〜使役率アップ大作戦〜」を収録した『煉獄の七姉妹スペシャルレインボーCD」が配布された。

#### Vol.1（右代宮朱志香・右代宮真里亞）
2009年10月7日発売。歌は右代宮朱志香（井上麻里奈）と右代宮真里亞（堀江由衣）。
収録曲
| 全作詞・作曲・編曲: DY-T。 |                                                  |           |            |                            |       |
| #                          | タイトル                                         | 作詞      | 作曲・編曲 | 歌                         | 時間  |
| 1.                         | 「どっきゅん☆ハート」                            | DY-T      | DY-T       | 右代宮朱志香（井上麻里奈） | 03:23 |
| 2.                         | 「ハッピー・ハロウィン MARIA」                   | DY-T      | DY-T       | 右代宮真里亞（堀江由衣）   | 04:10 |
| 3.                         | 「病か呪いか、ネコミミの怪」(アンソロジードラマ) | DY-T      | DY-T       |                            | 12:58 |
| 4.                         | 「どっきゅん☆ハート」(off vocal)                 | DY-T      | DY-T       |                            | 03:23 |
| 5.                         | 「ハッピー・ハロウィン MARIA」(off vocal)        | DY-T      | DY-T       |                            | 04:08 |
| 合計時間:                  | 合計時間:                                        | 合計時間: | 28:02      |                            |       |

#### Vol.2（ベアトリーチェ・右代宮譲治）
2009年11月6日発売。歌はベアトリーチェ（大原さやか）と右代宮譲治（鈴村健一）。
ベアトリーチェのキャラクターソング「チェイン」は当初、テレビアニメ第2クールのエンディングテーマとして使用される予定であった。そのため、主題歌のように壮大な曲調で作るように注文があったという。収録は2日間にわたって行なわれた。
収録曲
| 全作詞・作曲・編曲: DY-T。 |                                                            |           |            |                              |       |
| #                          | タイトル                                                   | 作詞      | 作曲・編曲 | 歌                           | 時間  |
| 1.                         | 「チェイン」                                               | DY-T      | DY-T       | ベアトリーチェ（大原さやか） | 05:07 |
| 2.                         | 「愛の○○宣言」                                             | DY-T      | DY-T       | 右代宮譲治（鈴村健一）       | 05:36 |
| 3.                         | 「ベアトリーチェの恋のマジカル大作戦」(アンソロジードラマ) | DY-T      | DY-T       |                              | 12:58 |
| 4.                         | 「チェイン」(off vocal)                                    | DY-T      | DY-T       |                              | 05:07 |
| 5.                         | 「愛の○○宣言」(off vocal)                                  | DY-T      | DY-T       |                              | 05:34 |
| 合計時間:                  | 合計時間:                                                  | 合計時間: | 34:22      |                              |       |

### イメージアルバム
テレビアニメ『うみねこのなく頃に』の作品テーマである「愛」を共通項として、インディーズ音楽界の注目アーティストによるイメージ楽曲を収録している。

#### 収録曲
| #         | タイトル                                                                | 作詞         | 作曲・編曲                    | 歌                  | 時間  |
| --------- | ----------------------------------------------------------------------- | ------------ | ----------------------------- | ------------------- | ----- |
| 1.        | 「OPPA in LOVE!!」(右代宮戦人イメージ曲)                                | ビートまりお | myu314                        | ビートまりお        | 04:13 |
| 2.        | 「えぐりて☆」(煉獄の七姉妹イメージ曲)                                   | 夕野ヨシミ   | ARM（IOSYS）                  | 山本椛              | 04:11 |
| 3.        | 「金色の夜想曲 ～Golden Nocturne～」(ベアトリーチェイメージ曲)          |              | ラック眼力                    | 片霧烈火            | 04:09 |
| 4.        | 「六軒島慕情=交響幻想曲「無限の魔女」」(熊沢チヨ＆ワルギリアイメージ曲) | sunny        | xaki                          | 本木咲黒            | 07:00 |
| 5.        | 「性善説」(ベルンカステルイメージ曲)                                    | dai          | dai                           | Noe（Enfance fini） | 02:56 |
| 6.        | 「切願のタランテラ」(右代宮真里亞イメージ曲)                            | 三澤秋       | mewlist                       | 三澤秋              | 07:00 |
| 7.        | 「Revive」(Ep3シーン「ベアトリーチェvsワルギリア」イメージ曲)           | Haruka       | 簑島マサヨシ                  | 綾倉盟              | 04:54 |
| 8.        | 「Reverse A Chessboard」(右代宮霧江イメージ曲)                          | Blue E       | SOUND HOLIC、Swing Holic Band | A～YA               | 04:58 |
| 9.        | 「entreat」(右代宮縁寿イメージ曲)                                       | 三澤秋       | onoken                        | 夏川陽子            | 03:58 |
| 合計時間: | 合計時間:                                                               | 合計時間:    | 合計時間:                     | 合計時間:           | 43:19 |

### ドラマCD

#### ナビゲーションドラマCD
『うみねこのなく頃に』本編の名場面を音声ドラマで再現したもの。『うみねこのなく頃に』をより良く知ってもらうためのナビゲーションドラマCD。ナレーションは田村ゆかりが担当する。

##### スタッフ
|                              | Vol.1                                                                                                | Vol.2                                                                                                |
| ---------------------------- | --- | --- |
| 原作・監修                   | 竜騎士07／07th Expansion                                                                             | 竜騎士07／07th Expansion                                                                             |
| 製作                         | フロンティアワークス                                                                                 | フロンティアワークス                                                                                 |
| エグゼクティブプロデューサー | 及川武（フロンティアワークス）                                                                       | 及川武（フロンティアワークス）                                                                       |
| プロデューサー               | 松永孝之（フロンティアワークス）                                                                     | 松永孝之（フロンティアワークス）                                                                     |
| 脚本                         | 松永孝之 野間美琴                                                                                    | 松永孝之 野間美琴                                                                                    |
| 音楽                         | dai スミイ酸 pre-holder プレコ ラック眼力 荒井英理也 櫻井真一 （Gran Music） 森脇正敏 （Gran Music） | dai スミイ酸 pre-holder プレコ ラック眼力 荒井英理也 櫻井真一 （Gran Music） 森脇正敏 （Gran Music） |
| 音楽                         | N/A                                                                                                  | zts DY-T                                                                                             |
| 録音・調音                   | 大石幸平（スタジオT&T）                                                                              | 大石幸平（スタジオT&T）                                                                              |
| 音響効果                     | 出雲範子（スワラプロ）                                                                               | 出雲範子（スワラプロ）                                                                               |
| 音響制作                     | 福田夏紀（ダックスプロダクション）                                                                   | 福田夏紀（ダックスプロダクション）                                                                   |
| 録音スタジオ                 | スタジオT&T                                                                                          | スタジオT&T                                                                                          |
| ダビングスタジオ             | スリーエススタジオ                                                                                   | スリーエススタジオ                                                                                   |
| ジャケットデザイン           | 根津典彦（ジースクエア）                                                                             | 根津典彦（ジースクエア）                                                                             |
| ジャケットイラスト           | 菊地洋子                                                                                             | 菊地洋子                                                                                             |
| 演出                         | 鳥島和也（エックスワン）                                                                             | 鳥島和也（エックスワン）                                                                             |
| 協力                         | うみねこのなく頃に製作委員会 スタジオディーン 野村美加 団野喜人                                      | うみねこのなく頃に製作委員会 スタジオディーン 野村美加 団野喜人                                      |

##### Vol.1 黄金のカケラたち
『うみねこのなく頃に』の原作ゲームEpisode1の名場面を音声ドラマで再現している。2009年6月24日にフロンティアワークスより発売された。2枚組。全17トラック。
| 本編トラックを太文字で表記。 |                      |       |            |       |
| #                            | タイトル             | 作詞  | 作曲・編曲 | 時間  |
| 1.                           | 「嵐は過ぎ去り」     |       |            | 02:58 |
| 2.                           | 「盤上の駒のごとく」 |       |            | 04:38 |
| 3.                           | 「再会」             |       |            | 10:27 |
| 4.                           | 「薔薇の庭園」       |       |            | 08:31 |
| 5.                           | 「黄金の魔女」       |       |            | 06:20 |
| 6.                           | 「親族会議」         |       |            | 16:44 |
| 7.                           | 「浜辺の午後」       |       |            | 03:42 |
| 8.                           | 「失われた花」       |       |            | 06:14 |
| 合計時間:                    | 合計時間:            | 59:34 |            |       |

| 本編トラックを太文字で表記。 |                                      |       |            |       |
| #                            | タイトル                             | 作詞  | 作曲・編曲 | 時間  |
| 1.                           | 「宴の始まり」                       |       |            | 01:47 |
| 2.                           | 「魔女からの手紙」                   |       |            | 07:30 |
| 3.                           | 「母子の絆」                         |       |            | 04:20 |
| 4.                           | 「19人目の存在」                     |       |            | 12:42 |
| 5.                           | 「終わりなき夜に生まれつく」         |       |            | 04:15 |
| 6.                           | 「来たるべき刻へ」                   |       |            | 04:12 |
| 7.                           | 「白昼の悪夢」                       |       |            | 07:06 |
| 8.                           | 「赤い魔法陣」                       |       |            | 07:43 |
| 9.                           | 「時代を先取り」(アンソロジードラマ) |       |            | 12:51 |
| 合計時間:                    | 合計時間:                            | 62:26 |            |       |

##### Vol.2 黄金蝶の見る夢は
『うみねこのなく頃に』の原作ゲームEpisode2の名場面を音声ドラマで再現している。2009年6月24日にフロンティアワークスより発売された。2枚組。全14トラック。
| #         | タイトル                 | 作詞  | 作曲・編曲 | 時間  |
| --------- | ------------------------ | ----- | ---------- | ----- |
| 1.        | 「六軒島を離れて」       |       |            | 09:22 |
| 2.        | 「恋の旋律」             |       |            | 02:57 |
| 3.        | 「薔薇色の陥穽」         |       |            | 09:06 |
| 4.        | 「悲しみの理由」         |       |            | 04:09 |
| 5.        | 「魔女は誘う」           |       |            | 09:00 |
| 6.        | 「ただ憧れを知る者のみ」 |       |            | 03:41 |
| 7.        | 「世界の一なる元素」     |       |            | 07:17 |
| 8.        | 「愛がなければ」         |       |            | 01:41 |
| 9.        | 「もうひとつの自分」     |       |            | 04:25 |
| 10.       | 「運命に背いて」         |       |            | 07:20 |
| 11.       | 「それぞれの糸」         |       |            | 08:54 |
| 12.       | 「永遠の拷問」           |       |            | 02:36 |
| 13.       | 「魔女の一手」           |       |            | 01:46 |
| 合計時間: | 合計時間:                | 72:14 |            |       |

| #         | タイトル                                     | 作詞  | 作曲・編曲 | 時間  |
| --------- | -------------------------------------------- | ----- | ---------- | ----- |
| 1.        | 「戦人のモテモテ大作戦」(アンソロジードラマ) |       |            | 17:15 |
| 合計時間: | 合計時間:                                    | 17:15 |            |       |

## その他

### うみねこのなく頃に奏
『うみねこのなく頃に奏』とは、『うみねこのなく頃に』の楽曲をクラシックアレンジしたサウンドトラック。2018年2月7日に、初音エンターテイメントより発売された。全14曲。

#### 収録曲
| 全編曲: HAJIME。 |                                       |                     |              |           |       |
| #                | タイトル                              | 作詞                | 作曲         | 歌        | 時間  |
| 1.               | 「うみねこのなく頃に」                | 波乃渉 みとせのりこ | 志方あきこ   |           | 04:58 |
| 2.               | 「黒のリリアナ」                      |                     | あきやまうに |           | 05:44 |
| 3.               | 「月うさぎの舞踏」                    |                     | dai          |           | 02:39 |
| 4.               | 「Haapy Maria!」                      |                     | ラック眼力   |           | 02:59 |
| 5.               | 「オルガン小曲 第6億番 ハ短調」       |                     | ラック眼力   |           | 01:46 |
| 6.               | 「胡散の香り」                        |                     | ラック眼力   |           | 03:35 |
| 7.               | 「happiness of marionette」           |                     | dai          |           | 02:23 |
| 8.               | 「far」                               |                     | zts          |           | 03:15 |
| 9.               | 「生まれてきてくれてありがとう」      |                     | dai          |           | 03:24 |
| 10.              | 「miragecoordinator」                 |                     | zts          |           | 04:06 |
| 11.              | 「dir」                               |                     | dai          |           | 02:03 |
| 12.              | 「あの日にふれたくて」                |                     | ラック眼力   |           | 06:03 |
| 13.              | 「あの日にふれたくて」(Vocal Version) | ラック眼力          | ラック眼力   | 片霧烈火  | 06:02 |
| 14.              | 「片翼の鳥」                          | 波乃渉              | 志方あきこ   |           | 04:51 |
| 合計時間:        | 合計時間:                             | 合計時間:           | 合計時間:    | 合計時間: | 53:48 |

### Music of the golden witch
『Music of the golden witch』（ミュージック オブ ザ ゴールデン ウィッチ）は、コンシューマー版『うみねこのなく頃に咲 ～猫箱と夢想の交響曲～』や『黄金夢想曲†CROSS』の新規楽曲などを収録したサウンドトラック。2枚組。全35曲。
『うみねこのなく頃に』シリーズ15周年を記念して、2022年10月15日に07th村民集会にて頒布された。ジャケットイラストは江草天仁が担当している。

#### スタッフ
| 企画               | Pomexgranate.／佐倉かなえ |
| 制作               | Pomexgranate. |
| マスタリング       | xaki |
| イラスト           | 江草天仁 xaki（レイアウト） |
| スペシャルサンクス | 竜騎士07 ／ 07th Expansion ひぐうみSound 猫招き歌劇団 株式会社イールフラッグ 株式会社エンターグラム 株式会社Good Morning Studio 小澤武彦 |

#### 収録曲
| 編曲: xaki（特記除く）。 ギター: にいむ(#05,10,11,21)。 |                                         |                                |                        |            |                     |       |
| #                                                       | タイトル                                | 作詞                           | 作曲                   | 編曲       | 歌                  | 時間  |
| 1.                                                      | 「Phosphene」                           | 佐倉かなえ                     | xaki                   |            | 佐倉かなえ 本木咲黒 | 04:25 |
| 2.                                                      | 「Phosphene Side-S」                    | 佐倉かなえ                     | xaki                   |            | 佐倉かなえ          | 04:25 |
| 3.                                                      | 「Phosphene Side-Z」                    | 本木咲黒                       | xaki                   |            | 本木咲黒            | 04:25 |
| 4.                                                      | 「activepain Ver.CROSS」                | sunny                          | cap                    |            | 本木咲黒            | 05:06 |
| 5.                                                      | 「白金のエンピレオ Ver.CROSS」          | 佐倉かなえ ラック眼力          | dai ラック眼力 xaki    |            | 本木咲黒            | 03:50 |
| 6.                                                      | 「discode Ver.2022」                    | 佐倉かなえ sunny               | cap                    |            | 佐倉かなえ          | 06:30 |
| 7.                                                      | 「Phosphene」(WithoutVocal)             |                                | xaki                   |            |                     | 04:23 |
| 8.                                                      | 「activepain Ver.CROSS」(GameSize)      |                                | xaki                   |            |                     | 05:06 |
| 9.                                                      | 「activepain Ver.CROSS」(WithoutVocal)  |                                | xaki                   |            |                     | 05:05 |
| 10.                                                     | 「白金のエンピレオ」(GameSize)          |                                | dai xaki               |            |                     | 03:49 |
| 11.                                                     | 「白金のエンピレオ」(WithoutVocal)      |                                | dai xaki               |            |                     | 03:49 |
| 12.                                                     | 「discode Ver.2022」(WithoutVocal)      |                                | cap                    |            |                     | 06:28 |
| 13.                                                     | 「ab-sinthe」(UminekoSakuCS NewBGM)     |                                | xaki                   |            |                     | 02:39 |
| 14.                                                     | 「ordinary-noon」(UminekoSakuCS NewBGM) |                                | xaki                   |            |                     | 01:59 |
| 15.                                                     | 「dark-shines」(UminekoSakuCS NewBGM)   |                                | xaki                   |            |                     | 01:50 |
| 16.                                                     | 「Last stand」                          |                                | dai                    | dai        |                     | 02:08 |
| 17.                                                     | 「闇蜘蛛」                              |                                | M.Zakky                | M.Zakky    |                     | 02:27 |
| 18.                                                     | 「怪談遊び」                            |                                | M.Zakky                | M.Zakky    |                     | 03:03 |
| 19.                                                     | 「誘い」                                |                                | M.Zakky                | M.Zakky    |                     | 02:36 |
| 20.                                                     | 「幻 VS 現」                            |                                | ラック眼力             | ラック眼力 |                     | 02:09 |
| 21.                                                     | 「OriginalZ」(PV Size)                  | 佐倉かなえ 本木咲黒 ラック眼力 | dai M.Zakky ラック眼力 |            | 本木咲黒            | 01:39 |
| 合計時間:                                               | 合計時間:                               | 合計時間:                      | 合計時間:              | 合計時間:  | 合計時間:           | 77:51 |

| 全編曲: xaki。 |                                                          |                  |           |            |       |
| #              | タイトル                                                 | 作詞             | 作曲      | 歌         | 時間  |
| 1.             | 「旋律～シラベ～」(GameSize)                             | sunny            | cap       | 木村圭見   | 03:15 |
| 2.             | 「activepain」(GameSize)                                 | sunny            | cap xaki  | 本木咲黒   | 02:11 |
| 3.             | 「discode」(GameSize)                                    | 佐倉かなえ sunny | cap       | 佐倉かなえ | 02:51 |
| 4.             | 「なまえのないうた」(GameSize)                           | 佐倉かなえ       | cap       | 佐倉かなえ | 02:52 |
| 5.             | 「Revelations」(GameSize)                                | Amiry            | xaki      | IZNA       | 05:18 |
| 6.             | 「波動〜コノコエ〜」                                     | sunny            | cap       | 木村圭見   | 08:37 |
| 7.             | 「SHELTERING SLY」                                       | sunny            | xaki      | 本木咲黒   | 04:35 |
| 8.             | 「The End Of The World〜世界の終わりに祝福の鐘は鳴る〜」 | sunny            | xaki      | 本木咲黒   | 04:51 |
| 9.             | 「Parallel World〜願いが叶うなら〜」                     | sunny            | xaki      | 本木咲黒   | 06:43 |
| 10.            | 「惨美歌」                                               | sunny            | xaki      | 木野寧     | 11:03 |
| 11.            | 「ひとつだけ願いをかなえてあげる」                       | sunny            | xaki      | 本木咲黒   | 06:15 |
| 12.            | 「むすんでひらいて」                                     | sunny            | xaki      | 本木咲黒   | 07:01 |
| 13.            | 「深遠ノ解」                                             | sunny            | xaki      | IZNA       | 07:00 |
| 14.            | 「少女≠M」                                               | sunny            | xaki      | 本木咲黒   | 05:02 |
| 合計時間:      | 合計時間:                                                | 合計時間:        | 合計時間: | 合計時間:  | 77:34 |